# Rösten och herren
Rösten och herren är ett studioalbum av Nicolai Dunger, släppt 2007. Skivan är Dungers andra på svenska.

## Låtlista
1. "Allena tema" - 1:12
2. "Sången över bron" - 4:18
3. "Ge mig dans" - 2:42
4. "Balladen om den ofödda Lovisa" - 3:12
5. "Griften i älven" - 4:55
6. "Vilken härlig stil" - 2:49
7. "Rösten och herren" - 6:05
8. "Rulla mig (inkl. partiet: runt runt)" - 3:25
9. "Urskogen" - 3:57
10. "Allena min vän" - 3:03
11. "Godnatt visan: vila nu" - 3:25
12. "Enda vägen" - 1:09
13. "Dit ängarna ler" - 4:08

## Listplaceringar
| Lista (2007) | Topplacering |
| ------------ | ------------ |
| Sverige      | 29           |